# Josef Kaiser (architecte)
Pour les articles homonymes, voir Kaiser.
Ne doit pas être confondu avec Josef Kaiser.
Josef Kaiser, né le 1er mai 1910 à Celje en Basse-Styrie et mort le 5 octobre 1991 à Altenberg, est un architecte, urbaniste et maître de conférences allemand.

## Biographie

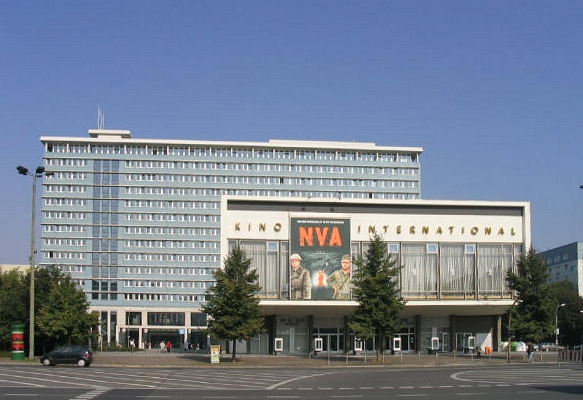
La Mairie de Berlin-Mitte, derrière le Kino International ; auparavant s'y trouvait lInterhotel Berolina jusqu'en 1996.

Après des études à l'Université technique allemande de Prague de 1929 à 1935, il travaille à Berlin avec Otto Kohtz et à Weimar. En 1938, il rejoint le NSDAP . De 1936 à 1941, il est employé par Julius Schulte-Frohlinde au bureau du Front allemand du travail. Il dirige ensuite le département de planification à l'Académie allemande du logement à Berlin-Buch jusqu'en 1945.
Après la fin de la guerre et une grave maladie en 1945, il complète une formation vocale à l'Université de musique de Dresde en 1946. Il est ensuite ténor au Theater am Nollendorfplatz. En 1951, il revient à l'ingénierie dans l'atelier de maîtrise II de l'Académie allemande de construction. Une carrière fulgurante s'ensuit. Kaiser, qui a rejoint le SED, est nommé architecte en chef à Stalinstadt en 1952/1953, où il est chargé de la planification du complexe résidentiel II, un ensemble de logements de l'usine sidérurgique d'Eisenhüttenstadt. De 1955 à 1958, il est au bureau de l'architecte en chef de Berlin-Est, Hermann Henselmann. En 1962, Josef Kaiser dirige le collectif chargé de la construction de la monumentale Karl-Marx-Allee à Berlin, un ensemble architectural entre Strausberger Platz et Alexanderplatz.
De 1969 à 1972, il est professeur à l'université Bauhaus de Weimar. En 1973, il est architecte en chef et conseiller personnel d'Erhardt Gißke, directeur des projets de construction spéciaux à Berlin-Est.

## Réalisations
- 1951-1955 : Centre culturel VEB Maxhütte
- 1952-1954 : Ensemble immobilier II Stalinstadt
- 1960 : Conception de la façade avant du bâtiment du Conseil d'État
- 1964-1968 : Ministère des Affaires étrangères de la RDA
- 1967-1970 : Centrum Warenhaus sur l' Alexanderplatz à Berlin

Berlin, Karl-Marx-Allee :
- 1960-1962 : Kino Kosmos
- 1961-1963 : Kino International et Interhotel Berolina
- 1961-1964 : Café Moskau